# Africada labiodental surda
A africada labiodental surda ([p̪͡f] no AFI) é uma consoante africada rara que é iniciada como uma parada labiodental [p̪] e liberada como uma fricativa labiodental surda [f].
O dialeto xiNkuna de tsonga tem este africado, como em [tiɱp̪͡fuβu] "hipopótamos" e aspirado [ɱp̪͡fʰuka] "distância" (compare [ɱfutsu] "tartaruga", que mostra que a parada não é epentética), bem como uma africada labiodental sonora, [b̪͡v], como em [ʃileb̪͡vu] "queixo". Não há fricativa labiodental surda [f] neste dialeto de tsonga, apenas uma fricativa bilabial surda, como em [ɸu] "terminado" (Entre as fricativas sonoras, ocorrem [β] e [v], no entanto.).
O alemão tem um som semelhante /p͡f/ em Pfeffer /ˈp͡fɛfɐ/ ('pimenta') e Apfel /ˈap͡fəl/ ('maçã'). Fonotaticamente, este som não ocorre após vogais longas, ditongos ou /l/. Ele difere de uma africada labiodental verdadeira porque começa bilabial, mas o lábio inferior se retrai ligeiramente para a fricção.

## Características
- Existem duas variantes do componente de parada:

1. Bilabial, o que significa que é articulado com os dois lábios. Uma consoante africada com este componente de parada é denominado bilabial-labiodental.
2. Labiodental, ou seja, está articulado com o lábio inferior e os dentes superiores.

- Sua maneira de articulação é africada, o que significa que é produzida primeiro interrompendo totalmente o fluxo de ar, depois permitindo o fluxo de ar através de um canal restrito no local de articulação, causando turbulência.
- O componente fricativo desta consoante africada é labiodental, articulado com o lábio inferior e os dentes superiores.
- Sua fonação é surda, o que significa que é produzida sem vibrações das cordas vocais.
- Em alguns idiomas, as cordas vocais estão ativamente separadas, por isso é sempre sem voz; em outras, as cordas são frouxas, de modo que pode assumir a abertura de sons adjacentes.
- É uma consoante oral, o que significa que o ar só pode escapar pela boca.
- O mecanismo da corrente de ar é pulmonar, o que significa que é articulado empurrando o ar apenas com os pulmões e o diafragma, como na maioria dos sons.

## Ocorrência
| Língua       | Língua                        | Palavra   | AFI          | Significado      | Notas                                                                                              |
| ------------ | ----------------------------- | --------- | ------------ | ---------------- | -------------------------------------------------------------------------------------------------- |
| Alemão       | Padrão                        | Pfirsiche | [ˈp͡fɪɐ̯zɪçə]ⓘ | Pêssegos         | Bilabial-labiodental. Surgido como um reflexo de /p/ na mudança de som do alto alemão do século X. |
| Alemão       | Dialetos suíços               | Soipfe    | [ˈz̥oi̯p͡fə]    | Sopa             | Bilabial-labiodental. A palavra de exemplo é do dialeto de Zurique.                                |
| Italiano     | Alguns dialetos do centro-sul | infatti   | [iɱˈp̪͡fät̪̚t̪i]  | De fato          | Labiodental, alofone de /f/ depois de consoantes nasais.                                           |
| Luxemburguês | Luxemburguês                  | Kampf     | [ˈkʰɑmp͡f]    | Luta             | Apenas em palavras emprestadas do alemão.                                                          |
| Ngiti        | Ngiti                         | pfɔ̀mvɔ    | [p̪͡fɔ̀ɱ(b̪)vɔ̄]  | Espírito de água | Menos comumente [p͡ɸ].                                                                              |
| Tsonga       | Dialeto xiNkuna               | timpfuvu  | [tiɱp̪͡fuβu]   | Hipopótamo       | Contrasta com forma aspirada.                                                                      |
| Mandarim     | Dialeto de Xi'an              | 猪/豬     | [p̪͡fu²¹]      | Porcoo           | Vem da labialização de paradas retroflexas em chinês médio.                                        |